# Шахматные турниры Грузинской ССР
Шахматные турниры Грузинской ССР — международные, проводились шахматной федерацией Грузии. С 1960 по 1987 год состоялось 11 турниров среди женщин.
Наибольшее количество побед у Н. Гаприндашвили — победительница 5 турниров (1961, 1962, 1964, 1973, 1984); В остальных турнирах побеждали также Л. Вольперт (1960), Н. Александрия (1968), А. ван дер Мийе (1970), А. Ахшарумова и М. Чибурданидзе (1975), К. Арахамия (1985 и 1987);